# Heinz Clémençon
Heinz Clémençon (ur. 5 czerwca 1935 w Biel/Bienne) – szwajcarski  biolog zajmujący się takimi dziedzinami, jak: cytologia, anatomia, biologia rozwoju, taksonomia  grzybów. Opracowuje techniki mikrotomii i mikroskopii grzybów.

## Kariera zawodowa
- 1955–1964 – studia z zoologii, botaniki, chemii i bakteriologii medycznej na Uniwersytecie w Bernie w Szwajcarii,
- 1964 – doktorat z botaniki (fizjologia glonów),
- 1964–1966 –  pracownik naukowy w dziedzinie biochemii w Uniwersytecie Illinois w Urbanie i Champaign w USA. Zajmuje się bioluminescencją fotobakterii i wiciowców,
- 1966–1968 – jest adiunktem fizjologii roślin na Uniwersytecie Missouri w USA. Mykologiczne obozy letnie, Stacja Biologiczna Uniwersytetu Michigan, Pellston w USA,
- 1968–1977 – pracuje jako profesor nadzwyczajny z zakresu roślin zarodnikowych,
- 1988/1989 – sześciomiesięczny pobyt na Uniwersytecie Shiga, Otsu, Shiga-ken w Japonii. Badanie japońskich pieczarkowców i borowikowców,
- 1977–2000 – jako profesor zwyczajny z zakresu roślin zarodnikowych na Uniwersytecie w Lozannie,
- 1983–2000 – dyrektor Wydziału Botaniki Uniwersytetu w Lozannie[1].

Opisał nowe taksony roślin i grzybów. W ich naukowych nazwach dodawane jest jego nazwisko Clémençon.